# 谭伯羽
谭伯羽（1900年12月5日—1982年12月21日），名翊，湖南茶陵人，谭延闿长子，上海同济大学毕业后赴德国留学。1929年回国任上海兵工厂工程师，同济大学秘书长。1934年任国民党南京政府驻瑞典使馆代办，后驻德国商务参事。1942年，任经济部常务次长。1946年任交通部政务次长。1949年任国民党七届中央评议委员等职，后寓居美国。1950年起任職國際貨幣基金會執行董事，直至1970年。。
1. ↑   (PDF).   [2017-07-14]. （原始内容存档 (PDF)于2016-03-03）.